# Goniothalamus lanceolatus
Goniothalamus lanceolatus är en kirimojaväxtart som beskrevs av Friedrich Anton Wilhelm Miquel. Goniothalamus lanceolatus ingår i släktet Goniothalamus och familjen kirimojaväxter. Inga underarter finns listade i Catalogue of Life.